# Parafia Matki Bożej Wspomożenia Wiernych w Manowie
Parafia pw. Matki Bożej Wspomożenia Wiernych w Manowie – rzymskokatolicka parafia należąca do dekanatu Bobolice, diecezji koszalińsko-kołobrzeskiej, metropolii szczecińsko-kamieńskiej. Została utworzona w 1992 roku. Siedziba parafii mieści się pod numerem 21b.

## Miejsca święte

### Kościół parafialny
Kościół pw. Matki Bożej Wspomożenia Wiernych w Manowie
Kościół parafialny został zbudowany w 1983, poświęcony 1983. 

### Kościoły filialne i kaplice
- Punkt odprawiania Mszy św. w Cewlinie
- Punkt odprawiania Mszy św. w Wyszeborzu